# Trasacco
Trasacco ist eine italienische Gemeinde (comune) mit 5790 Einwohnern (Stand 31. Dezember 2023) in der Provinz L’Aquila, Region Abruzzen. 

## Geographie
Die Gemeinde liegt in der Marsica im Abruzzischen Apennin auf 685 m s.l.m., etwa 46 Kilometer südsüdwestlich der Provinzhauptstadt L’Aquila. Der Ort wurde am nordwestlichen Ende des Vallelonga am Rand des im 19. Jahrhundert trockengelegten   Fuciner Sees errichtet. 

## Etymologie
Der Name der Siedlung stammt vom lateinischen trans acquas (über die Wasser) und bezeichnet die Lage bzgl. des antiken Marruvium, das im Bereich des Fuciner Sees lag.

## Geschichte
In der Antike war das Vicus als Supinum oder vielleicht Supinas bekannt und lag im Gebiet der Marser. Zwei hier überlieferte Weihinschriften bezeugen die marsische Sprache.
Inschriftlich ist bezeugt, dass das Dorf spätestens in der Mitte des 1. Jahrhunderts v. Chr. über ein Theater verfügte. Die Fertigstellung wurde mit zweitägigen Festspielen gefeiert.
Auf den Fundamenten der Claudius-Villa wurde im 13. Jahrhundert die Basilika Santi Cesidio e Rufino errichtet.

## Persönlichkeiten
- Eusebio Septimio Mari (1916–1965), Bischof